# Zackary Drucker
Zackary Drucker (Syracuse, 1983) es una artista multimedia, productora de televisión, activista LGBT y actriz estadounidense. Logró una nominación al Premio Emmy por la docuserie This Is Me (2015), ofició como consultora de la serie Transparent, y está radicada en Los Ángeles. Su trabajo explora temas de género y sexualidad, criticando las representaciones bidimensionales predominantes.
Drucker ha señalado que descubrir, narrar y preservar la historia de la comunidad trans es tanto «una oportunidad artística como una responsabilidad política». Su trabajo se ha presentado en distintos espacios, entre ellos la Bienal Whitney de 2014, MoMA PS1, Hammer Museum, la Galería de Arte de Ontario, el Museo de Arte Contemporáneo de San Diego y el Museo de Arte Moderno de San Francisco.

## Primeros años y formación académica
Drucker nació en 1983 en Syracuse, Nueva York, en el seno de una familia conformada por «dos padres realmente fantásticos, progresistas y educados». Identificada como una mujer trans, Drucker ha manifestado que no tuvo modelos a seguir durante su infancia, pero que sus padres apoyaron su identidad de género. En la secundaria se identificó con los libros de Kate Bornstein sobre formas de vida que no siguen las convenciones tradicionales de género.
Cursó una licenciatura en Bellas Artes en 2005 en la School of Visual Arts de Nueva York y dos años después una maestría en la misma materia en el California Institute of the Arts  en Santa Clarita, California.
En 2006 hizo su primera aparición televisiva como concursante en el programa de telerrealidad Artstar, de Jeffrey Deitch. Tras obtener su maestría 2007, decidió radicarse en Los Ángeles. Fotografías de su exposición de tesis de 2007, «5 East 73rd Street», presentan imágenes de su mentora Flawless Sabrina, una popular drag queen. Ese mismo año, participó en la exposición colectiva «Girly Show: Pin-ups, Zines & the So-Called Third Wave» en el Wignall Museum of Contemporary Art en el Chaffey College de Rancho Cucamonga.

## Carrera
En 2011, Drucker y el fotógrafo Amos Mac colaboraron en un proyecto artístico en Syracuse, su ciudad natal, titulado «Home is Where the Heart is, Distance is Where You Hang Your Heart». Junto con su colaborador Rhys Ernst participó en la primera edición de la bienal Hammer/LAX Art. Allí estrenaron el filme She Gone Rogue, que también se presentó en el festival con temática LGBTI Outfest de 2013. She Gone Rogue incluye a varias de las mentoras de Drucker, entre ellas Holly Woodlawn, Vaginal Davis y la mencionada Flawless Sabrina.
En 2014, Drucker y Ernst expusieron Relationship en la Bienal Whitney. Esta serie fotográfica documenta la relación y transición de género de una pareja. Posteriormente se presentó en la galería Luis De Jesus y en 2016 se publicó en formato de libro.
Desde 2013 trabajó como consultora y productora en la serie original de Amazon Transparent. La académica Nicole Morse argumenta que el uso del doble reparto en el seriado que impulsa Drucker pone en evidencia la historia transfemenina desde la década de 1930 hasta 1994. En este rol, Drucker también participó en la escritura, casting, producción, revisión de guiones, comentarios y posproducción. Según The New York Times Magazine, el objetivo de Drucker y Ernst con Transparent era asegurar que las personas trans fueran representadas de forma auténtica en pantalla y que también trabajaran detrás de cámaras. Drucker contribuyó especialmente a la trama, guion, vestuario y casting del octavo episodio, «Best New Girl», perteneciente a la primera temporada. En este episodio, ella consideró crucial mostrar la tensión histórica entre quienes se identificaban como hombres que se vestían con ropa femenina y quienes decidían realizar su transición. En la segunda temporada, participó en la construcción del contexto histórico y la selección del reparto.
En 2015 se unió al elenco del docuserie de E! I Am Cait y también fue productora supervisora de la serie documental corta nominada al Premio Emmy This Is Me. En 2017 colaboró con la Unión Estadounidense por las Libertades Civiles, Laverne Cox, Molly Crabapple y Kim Boekbinder en un video titulado Time Marches Forward & So Do We sobre los derechos de la comunidad transgénero.
En 2021 dirigió y ofició como productora ejecutiva junto a Nick Cammilleri de The Lady and the Dale, una serie documental de HBO sobre Geraldine Elizabeth Carmichael, una mujer trans que llevó a cabo una ambiciosa estafa automovilística.
Drucker sigue trabajando en su práctica artística y en proyectos independientes de cine y fotografía. Su obra se centra en aspectos poco conocidos de la historia trans. En una entrevista con The Creative Independent, la artista manifestó: «Siento un agudo sentido de responsabilidad y de servicio hacia las comunidades trans y de género no conforme, y creo que todas las personas debemos usar nuestras plataformas para generar más empatía y comprensión en el mundo».

## Vida personal
Cuando Drucker conoció a su colaborador Rhys Ernst acababa de graduarse de la School of Visual Arts y estaba en el programa de televisión Artstar. Drucker nunca había salido con un hombre y Ernst nunca había salido con una mujer. En 2014, ambos presentaron una exposición en el Whitney Museum of American Art que los mostraba en escenas cotidianas y cercanas, como celebrar aniversarios, quedarse en casa o relajarse junto a la piscina. La entonces pareja publicó las fotografías, que según The New York Times constituyen un importante registro público de la vida trans.
En una revista de 2014, Drucker expresó su deseo de que algún día se pueda superar completamente el binarismo de género. Decidió mantener su primer nombre, Zackary, después de su transición, a pesar de ser un nombre tradicionalmente masculino. Explicó su decisión: «Consideré cambiarme el nombre y cuando me di cuenta de que no quería hacerlo, de que solo lo haría para que los demás se sintieran más cómodos, entendí que sería la peor decisión posible [...] Gandhi dijo: "Sé el cambio que quieres ver en el mundo", y el mundo en el que decidí vivir es uno en el que una mujer se llama Zackary».

## Filmografía

### Cine
| Año  | Título                               | Papel                          | Tipo         | Ref.   |
| ---- | ------------------------------------ | ------------------------------ | ------------ | ------ |
| 2008 | Fish                                 | Actriz                         |              | [ 26 ] |
| 2008 | You Will Never Be a Woman            |                                |              | [ 1 ]  |
| 2009 | P.I.G.                               | Actriz                         |              | [ 27 ] |
| 2010 | Lost Lake                            | Actriz                         | Corto        | [ 1 ]  |
| 2011 | At Least You Know You Exist          | Directora                      | Corto        | [ 28 ] |
| 2012 | She Gone Rogue                       | Actriz, escritora y productora | Corto        | [ 29 ] |
| 2015 | Southern For Pussy                   | Actriz, directora              | Corto        | [ 30 ] |
| 2017 | Time Marches Forward & So Do We      |                                | Corto        | [ 22 ] |
| 2020 | Disclosure: Trans Lives on Screen    | Ella misma                     | Documental   | [ 31 ] |
| 2022 | Framing Agnes                        | Agnes                          | Documental   | [ 32 ] |
| 2022 | Biosphere                            | Productora                     | Largometraje | [ 33 ] |
| 2023 | The Stroll                           | Directora                      | Largometraje | [ 34 ] |
| 2023 | Queenmaker: The Making of an It Girl | Directora                      | Documental   | [ 35 ] |
| 2025 | Enigma                               | Directora                      | Largometraje | [ 36 ] |

### Televisión
| Año       | Título                | Papel                           | Ref.   |
| --------- | --------------------- | ------------------------------- | ------ |
| 2006      | Artstar               | Ella misma                      | [ 10 ] |
| 2014–2016 | Transparent           | Productora                      | [ 20 ] |
| 2015      | This is Me            | Productora                      | [ 19 ] |
| 2015–2016 | I am Cait             | Ella misma                      | [ 19 ] |
| 2021      | The Lady and the Dale | Directora, productora ejecutiva | [ 37 ] |